# Пирински конгрес на ВМОРО (1903)
Пиринският конгрес е окръжен конгрес на Серския революционен окръг на Вътрешната македоно-одринска революционна организация, провел се от 20 до 23 август 1903 година в местността Ливадката в землището на село Пирин по време на вече избухналото въстание и в Битолско и в Тракия.

## Делегати[1]
| - Мелнишки - Яне Сандански     | - Серски - Никола Николиев - Георги Баждаров | - Демирхисарски - Илия Кърчовалията                       | - Разложки - Димитър Тодев - Симеон Молеров - Милош Колчагов (придружител) - Александър Колчагов (придружител) - Борис Голев (придружител) |
| - Неврокопски - Димитър Пенков | - Драмски - Мирчо Кипрев                     | - Районна чета - Димитър Стефанов - Александър Радославов | |

## Решения
За председател на конгреса е избран Димитър Стефанов. Конгресът решава въстанието в революционния окръг да избухне на 14 септември Кръстовден, като действията се органичат в засилване на четническата дейност и в терористични атентати по мостове и други обекти без масово въстание на народа. Решено първо да се действа на юг в Демирхисарско - да се вдигне във въздуха моста на Струма при Демир Хисар, да се прережат навсякъде телеграфните жици, постепенно да се вкарат четите в действия срещу армията. Решено е по-късно да се оттеглят на север към Разлога, където в близост до българската граница четите да се укрепят по-дълго време. Датата на въстанието е определена за 14 (27) септември - Кръстовден.
Конгресът след дебати приема препоръката на Задграничното представителство за единодействие с четите на Върховния комитет, но само при условие, че те се подчиняват на разпорежданията на Централния и на Окръжния комитет. За ръководители на окръжното тяло са избрани Стефанов, Радославов и Молеров.